# Ramal P1 del Ferrocarril Belgrano
El ramal P1 es un ramal que forma parte de la red del Ferrocarril General Belgrano; originalmente del Ferrocarril Provincial de Buenos Aires.

## Características
Este ramal se halla en la Provincia de Buenos Aires, en Argentina, y atraviesa los partidos de Avellaneda, Lanús, Lomas de Zamora, Quilmes, Florencio Varela, Berazategui y La Plata.
El ramal conecta la ciudad de La Plata con Avellaneda a través de 54 kilómetros.

## Historia
Este ramal de trocha métrica fue construido por la provincia de Buenos Aires, que la inauguró el 20 de enero de 1927.
El 31 de diciembre de 1951 pasó a jurisdicción nacional siendo operada por la Empresa Nacional de Transportes (ENT). En 1953 fue transferida al Ferrocarril Belgrano.
Con motivo del cierre de ramales considerados antieconómicos, el 6 de julio de 1977 circuló el último tren de pasajeros entre Avellaneda y La Plata.
En diciembre de 1979 el Poder Ejecutivo Nacional emitió un decreto por el que se clausuraba y levantaba las vías desde la estación Gobernador Monteverde hacia La Plata.
En 1992 circuló un tren de pasajeros de prueba con el gobernador Eduardo Duhalde a bordo.
El año siguiente, este ramal fue transferido a Ferrobaires. A partir de ese momento, comenzaron las intrusiones en las vías y en los edificios de las estaciones.
En el año 2005, Ferrobaires publicó un estudio en el que se indicaba la conveniencia de un ferrocarril elevado sobre la traza. No se avanzó más allá del proyecto.
En el año 2018 el gobierno provincial emitió un decreto transfiriendo el predio de la estación Avellaneda a diferentes clubes deportivos y a la municipalidad de Avellaneda.

## Imágenes

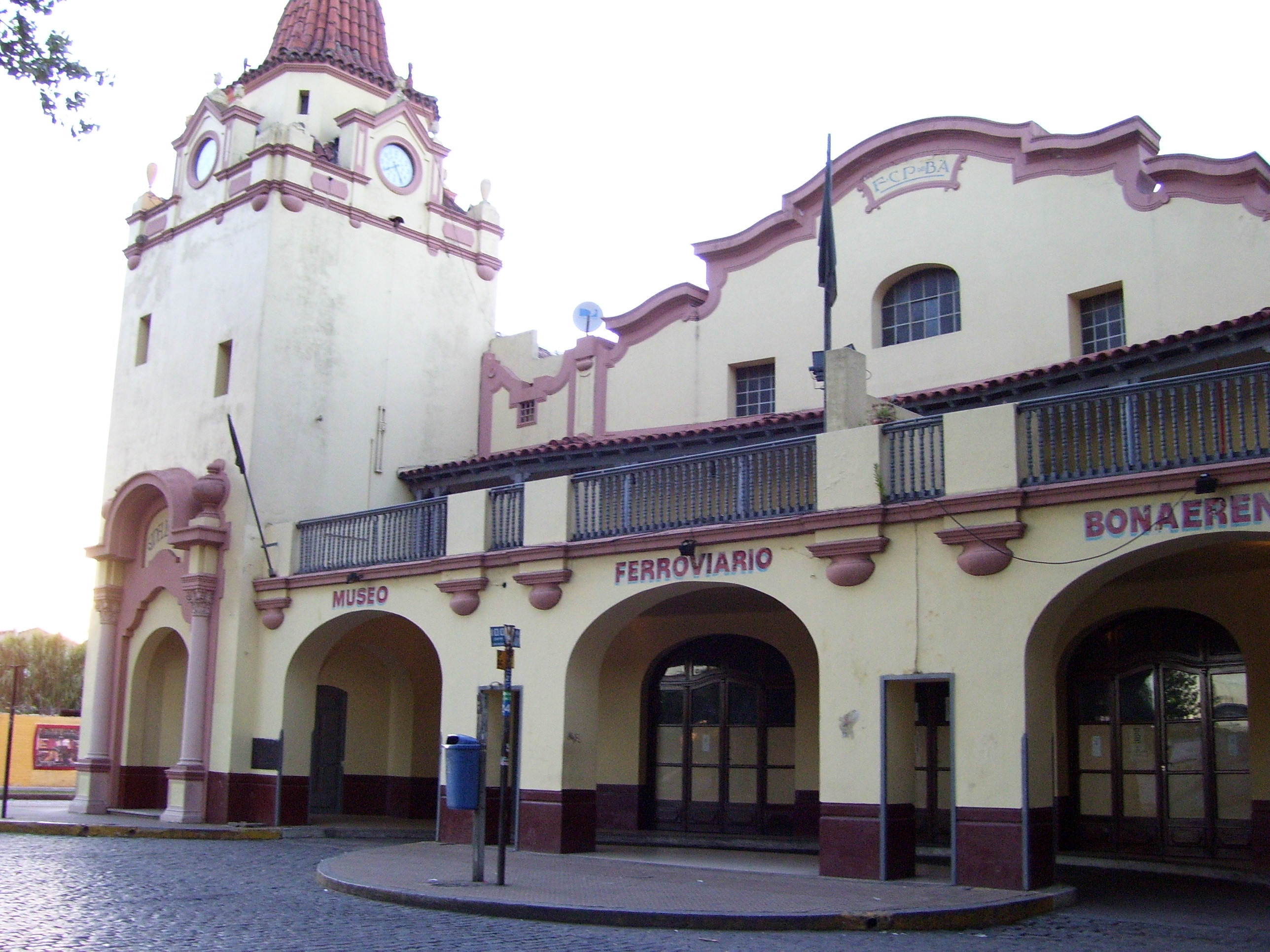
Estación Avellaneda
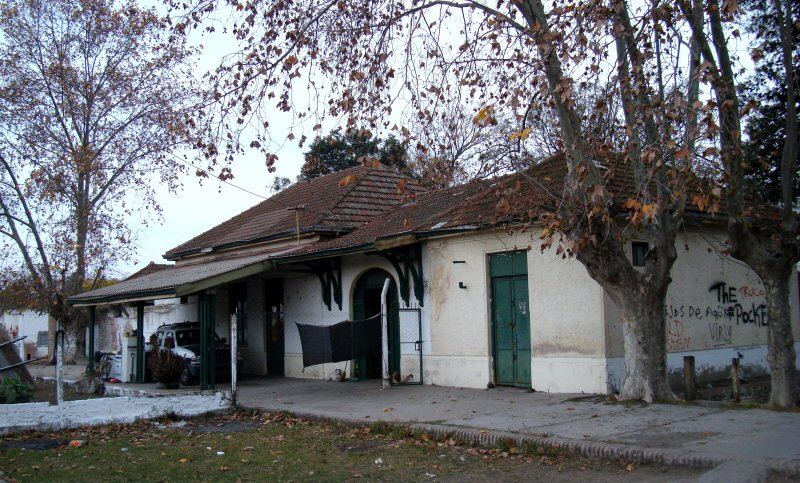
Estación Gobernador Monteverde
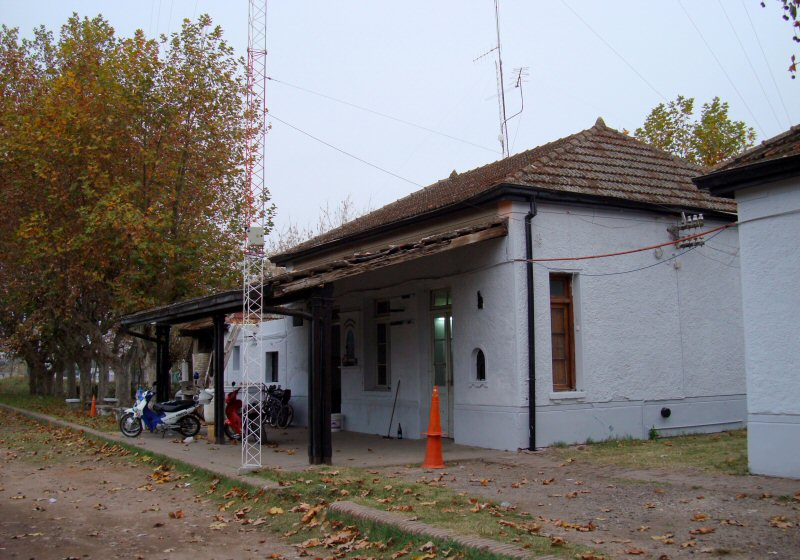
Estación Ingeniero Allan
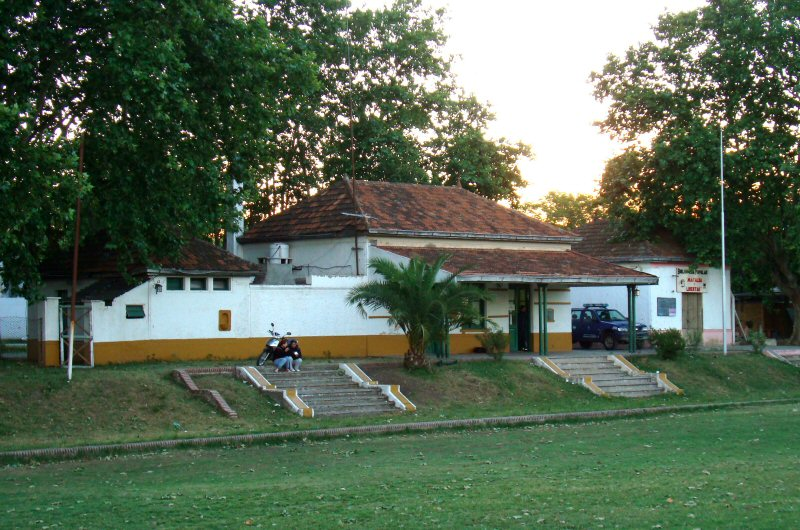
Estación Arturo Seguí
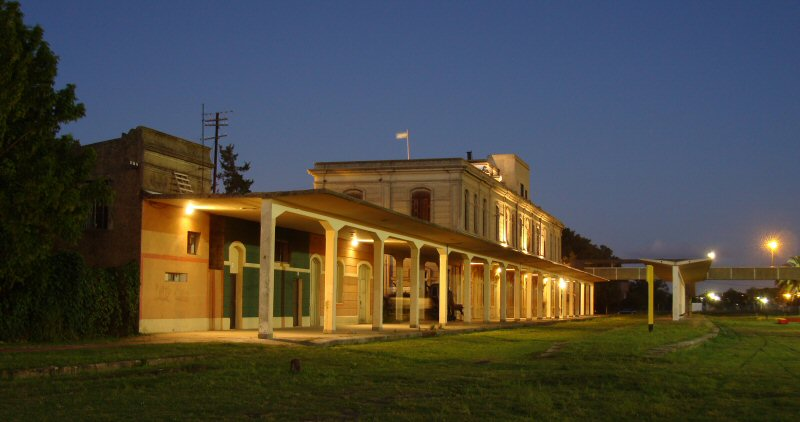
Estación La Plata